# Steven Pienaar
Steven Jerome Pienaar (født 17. februar 1982 i Johannesburg, Sydafrika) er en sydafrikansk tidligere fodboldspiller, der spillede som midtbanespiller. Han repræsenterede blandt andet Everton, Tottenham, Borussia Dortmund, Ajax Amsterdam, Ajax Cape Town.
Pienaar var i sin tid hos Ajax Amsterdam med til at vinde både to hollandske mesterskaber og én pokaltitel.

## Landshold
Pienaar nåede i sin tid som landsholdsspiller (2002-2012) at spille 61 kampe og score 3 mål for Sydafrikas landshold, som han debuterede for den 23. maj 2002 i et opgør mod Tyrkiet. Han blev efterfølgende udtaget til VM i 2002 i Sydkorea og Japan.

## Titler
Æresdivisionen
- 2002 og 2004 med Ajax Amsterdam

Hollands pokalturnering
- 2002 med Ajax Amsterdam